# لباس سیاه
لباس سیاه (به هندی: Kali Salwar) فیلمی محصول سال ۲۰۰۲ و به کارگردانی فریدا مهتا است. در این فیلم بازیگرانی همچون سادیا صدیقی، عرفان خان، وراجش هیجری، کی کی منون، آشوک بانتیا، سورکا سیکری، شبا چادها ایفای نقش کرده‌اند.